# The Loch Ness Horror
The Loch Ness Horror, conosciuto anche come Nessie, è un film horror statunitense del 1981 diretto da Larry Buchanan e basato sulla leggenda del mostro di Loch Ness.

## Trama
Scozia, 1940. Spencer Dean, un  paleontologo statunitense, giunge nelle Highlands scozzesi. Girano infatti voci secondo le quali nei pressi del Loch Ness viva un mostro simile ad un enorme dinosauro che si nutre dei bagnanti e avventori vari divorandoli ed una serie crescente di morte sospette non fa altro che avallare l'ipotesi. Intanto uno studioso, rivale di Dean, il professor Pratt, scopre che un uovo del mostro è pronto a schiudersi mentre un misterioso bombardiere nazista ha in progetto una soluzione ma le autorità locali tendono a coprire la cosa.

## Produzione
Il film è stato prodotto dal Clan Buchanan e dalla Omni-Leasure e diretto dal regista di B-Movie Larry Buchanan. Fu girato nei pressi del lago Tahoe, in California. La scena del castello scozzese è girata a Vikingsholm, una residenza privata nei pressi del lago Tahoe. L'isoletta lacustre che appare nel corso di alcune riprese è Fannette Island. Barry Buchanan, che interpreta il professor Spencer Dean, è il figlio del regista.

## Promozione
La tagline è: "It IS alive" ("Esso È vivo") che si rifà, in maniera ironica, al titolo di un'altra produzione horror di Buchanan del 1969, 'It's Alive!'.